# SGLT1
An Error has occurred retrieving Wikidata item for infobox
SGLT1（sodium/glucose co-transporter 1）またはSLC5A1（solute carrier family 5 member 1）は、ヒトではSLC5A1遺伝子によってコードされているタンパク質である。SGLT1タンパク質は小腸のエンテロサイト（吸収上皮細胞）やネフロンの尿細管の上皮細胞に並んで細胞内へのグルコースの取り込みを担っている。近年、SGLT1は糖尿病や肥満に対する治療標的として有望な機能を有することが確認されている。

## 構造
SGLT1は482番から718番のアミノ酸がフォールディングして形成される14本の膜貫通αヘリックスを有する膜内在性タンパク質であり、N末端とC末端はどちらも細胞外側に位置する。このタンパク質にはプロテインキナーゼAとプロテインキナーゼCのリン酸化部位が存在し、リン酸化によってタンパク質のコンフォメーションが調節されていると考えられている。

## 機能
グルコーストランスポーターは、細胞膜を越えるグルコースや構造関連物質の輸送を媒介する膜内在性タンパク質である。グルコーストランスポーターは、促進拡散型（単輸送体、ユニポーター）のGLUTファミリーと、ナトリウム依存性トランスポーター（共輸送体、シンポーター）であるSGLTファミリーの2つのファミリーが同定されている。SLC5A1遺伝子がコードしているSGLT1はSGLTファミリーのタンパク質であり、グルコースとガラクトースの細胞内への輸送を促進する。SGLT1は小腸の刷子縁の膜においてD-グルコースとD-ガラクトースの吸収を担っており、そしてネフロンの尿細管においてもグルコースの再吸収を担っている。SGLT1はシンポート機構によって2個のナトリウムイオンを共輸送することで生み出されるエネルギーを共役することで、細胞膜を越えるグルコースの取り込みを可能にしており、ATPをエネルギー源として使用しているものではない。

## 輸送機構
基質を結合していないSGLTは外向きのコンフォメーションで配置され、2個のナトリウムイオンとグルコースの結合に備えている。これらが結合すると受容体は閉じたコンフォメーションに変化し、ナトリウムイオンとグルコースの解離を防ぐ状態となる。その後、タンパク質は内向きのコンフォメーションにさらに変化し、ナトリウムイオンとグルコースの細胞内への解離が可能となる。そして再び外向きのコンフォメーションとなり、ナトリウムイオンとグルコースの再結合に備える。

## 歴史

### クローニング
古典的な生化学的手法による哺乳類細胞膜上の共輸送体タンパク質の精製の試みは1980年代後半まで行われてこなかった。こうしたタンパク質には親水性・疎水性配列の双方が含まれており、また膜中に非常にわずか（全膜タンパク質の0.2%未満）しか存在しないため、単離が困難でであることが示されていた。ウサギのSGLT1はクローニングと配列決定が行われた最初の哺乳類共輸送体タンパク質であり、1987年になって報告された。この研究では従来の単離法の困難を回避するため、新規の発現クローニング手法が用いられた。大量のウサギ腸mRNAをゲル電気泳動によってサイズ分画を行い、逐次ツメガエル卵母細胞へ注入することにより、ナトリウム-グルコース共輸送が誘導されるRNA分子種が発見された。

## 臨床的意義
SGLT1はグルコースとナトリウムの吸収に関与しているため医学的に重要な役割を担っており、SGLT1をコードするSLC5A1遺伝子の変異は医学的影響を及ぼす場合がある。SLC5A1遺伝子のエクソン1に生じたミスセンス変異はSGLT1タンパク質の形成に問題を引き起こし、非常に希少な疾患であるグルコース・ガラクトース吸収不良症の原因となる。この疾患は変異によるSGLT1の輸送機能の破壊を原因とする。グルコース・ガラクトース吸収不良症は腸の内壁がグルコースやガラクトースを取り込むことができず、これらの分子を異化や同化に利用できなくなることで引き起こされる。この疾患の症状は水様または酸性の下痢からなり、吸収されなかったグルコース、ガラクトース、ナトリウムによる腸内腔の水分の保持や浸透圧の喪失が原因となっている。患者はこれら2種類の糖を除去した食事を摂取する必要があり、さもなくば生命に危険を及ぼす下痢が生じることとなる。
この遺伝疾患以外のヒトでは、SGLT1は経口補水療法に重要である。水にナトリウムとグルコースを加えることで三者が共輸送され、水分の吸収が加速される。

## 組織分布
SGLT1は主に小腸内腔、腎臓、耳下腺、顎下腺、心臓に発現している。

## 相互作用
SGLT1はPAWRと相互作用することが示されている。

## 関連文献
- Anderson NL, Anderson NG (November 2002). “The human plasma proteome: history, character, and diagnostic prospects”. Molecular & Cellular Proteomics 1 (11):  845–867. doi:10.1074/mcp.R200007-MCP200. PMID 12488461.
- Turk E, Zabel B, Mundlos S, Dyer J, Wright EM (March 1991). “Glucose/galactose malabsorption caused by a defect in the Na+/glucose cotransporter”. Nature 350 (6316):  354–356. Bibcode: 1991Natur.350..354T. doi:10.1038/350354a0. PMID 2008213.
- Hediger MA, Turk E, Wright EM (August 1989). “Homology of the human intestinal Na+/glucose and Escherichia coli Na+/proline cotransporters”. Proceedings of the National Academy of Sciences of the United States of America 86 (15):  5748–5752. Bibcode: 1989PNAS...86.5748H. doi:10.1073/pnas.86.15.5748. PMC 297707. PMID 2490366.
- Delézay O, Baghdiguian S, Fantini J (May 1995). “The development of Na(+)-dependent glucose transport during differentiation of an intestinal epithelial cell clone is regulated by protein kinase C”. The Journal of Biological Chemistry 270 (21):  12536–12541. doi:10.1074/jbc.270.21.12536. PMID 7759499.
- Turk E, Klisak I, Bacallao R, Sparkes RS, Wright EM (September 1993). “Assignment of the human Na+/glucose cotransporter gene SGLT1 to chromosome 22q13.1”. Genomics 17 (3):  752–754. doi:10.1006/geno.1993.1399. PMID 8244393.
- Martín MG, Turk E, Lostao MP, Kerner C, Wright EM (February 1996). “Defects in Na+/glucose cotransporter (SGLT1) trafficking and function cause glucose-galactose malabsorption”. Nature Genetics 12 (2):  216–220. doi:10.1038/ng0296-216. PMID 8563765.
- Turk E, Kerner CJ, Lostao MP, Wright EM (January 1996). “Membrane topology of the human Na+/glucose cotransporter SGLT1”. The Journal of Biological Chemistry 271 (4):  1925–1934. doi:10.1074/jbc.271.4.1925. PMID 8567640.
- Lam JT, Martín MG, Turk E, Hirayama BA, Bosshard NU, Steinmann B, Wright EM (February 1999). “Missense mutations in SGLT1 cause glucose-galactose malabsorption by trafficking defects”. Biochimica et Biophysica Acta (BBA) - Molecular Basis of Disease 1453 (2):  297–303. doi:10.1016/s0925-4439(98)00109-4. PMID 10036327.
- Dunham I, Shimizu N, Roe BA, Chissoe S, Hunt AR, Collins JE, Bruskiewich R, Beare DM, Clamp M, Smink LJ, Ainscough R, Almeida JP, Babbage A, Bagguley C, Bailey J, Barlow K, Bates KN, Beasley O, Bird CP, Blakey S, Bridgeman AM, Buck D, Burgess J, Burrill WD, O'Brien KP (December 1999). “The DNA sequence of human chromosome 22”. Nature 402 (6761):  489–495. Bibcode: 1999Natur.402..489D. doi:10.1038/990031. PMID 10591208.
- Obermeier S, Hüselweh B, Tinel H, Kinne RH, Kunz C (October 2000). “Expression of glucose transporters in lactating human mammary gland epithelial cells”. European Journal of Nutrition 39 (5):  194–200. doi:10.1007/s003940070011. PMID 11131365.
- Kasahara M, Maeda M, Hayashi S, Mori Y, Abe T (May 2001). “A missense mutation in the Na(+)/glucose cotransporter gene SGLT1 in a patient with congenital glucose-galactose malabsorption: normal trafficking but inactivation of the mutant protein”. Biochimica et Biophysica Acta (BBA) - Molecular Basis of Disease 1536 (2–3):  141–147. doi:10.1016/s0925-4439(01)00043-6. PMID 11406349.
- Roll P, Massacrier A, Pereira S, Robaglia-Schlupp A, Cau P, Szepetowski P (February 2002). “New human sodium/glucose cotransporter gene (KST1): identification, characterization, and mutation analysis in ICCA (infantile convulsions and choreoathetosis) and BFIC (benign familial infantile convulsions) families”. Gene 285 (1–2):  141–148. doi:10.1016/S0378-1119(02)00416-X. PMID 12039040.
- Ikari A, Nakano M, Kawano K, Suketa Y (September 2002). “Up-regulation of sodium-dependent glucose transporter by interaction with heat shock protein 70”. The Journal of Biological Chemistry 277 (36):  33338–33343. doi:10.1074/jbc.M200310200. PMID 12082088.